# 4288 Токьотекку
4288 Токьотекку (4288 Tokyotech) — астероїд головного поясу, відкритий 8 жовтня 1989 року.
Тіссеранів параметр щодо Юпітера — 3,337.
Названо на честь Токьотекку (яп. とうきょうテック(東京テック) то:кьо:текку).